# Опанец (област Добрич)
 За другото българско село вижте Опанец (Област Плевен).  
Опанец е село в Североизточна България. То се намира в община Добричка, област Добрич.

## География
Намира се на 12 km от град Добрич.

## Население
Преброяване на населението през 2011 г.
Численост и дял на етническите групи според преброяването на населението през 2011 г.:
|                     | Численост | Дял (в %) |
| Общо                | 153       | 100,00    |
| Българи             | 114       | 74,50     |
| Турци               | 9         | 5,88      |
| Цигани              | 25        | 16,33     |
| Други               | 0         | 0,00      |
| Не се самоопределят | 0         | 0,00      |
| Неотговорили        | 3         | 1,96      |

## Други
Дом за възрастни с деменция с. Опанец